# 川本アレクサンダー
川本 アレクサンダー（Alexander Kawamoto）は、日本のダンサー、タレント。
山口県出身。

## 人物
アメリカ人の父と日本人の母を持つハーフ。二歳の時に離れてしまったアメリカ合衆国にいると言われている父を探すためにダンス(ヒップホップ、ジャズ、バレエなど)を始めた。
英語は話せない。
5時に夢中!では川本アレックスと名乗っている。

## 出演

### テレビ番組
- 5時に夢中!（2013年4月 ～2014年3月、TOKYO MX、水曜日レギュラー） - 黒船特派員
- 踊る!さんま御殿!!（2023年6月6日、日本テレビ）

### 舞台
2022年
- ヘアスプレー - Mr.ピンキー 役